# Hemisphaeroma pulchrum
Hemisphaeroma pulchrum är en kräftdjursart som beskrevs av Hansen1905. Hemisphaeroma pulchrum ingår i släktet Hemisphaeroma och familjen klotkräftor. Inga underarter finns listade i Catalogue of Life.